# Landébia
Landébia [lɑ̃dbja] est une commune française située dans le département des Côtes-d'Armor, en région Bretagne.

## Géographie
| Hénanbihen    |          | Saint-Pôtan |
| Saint-Denoual | Landébia | Pluduno     |
| Plédéliac     |          | Pléven      |

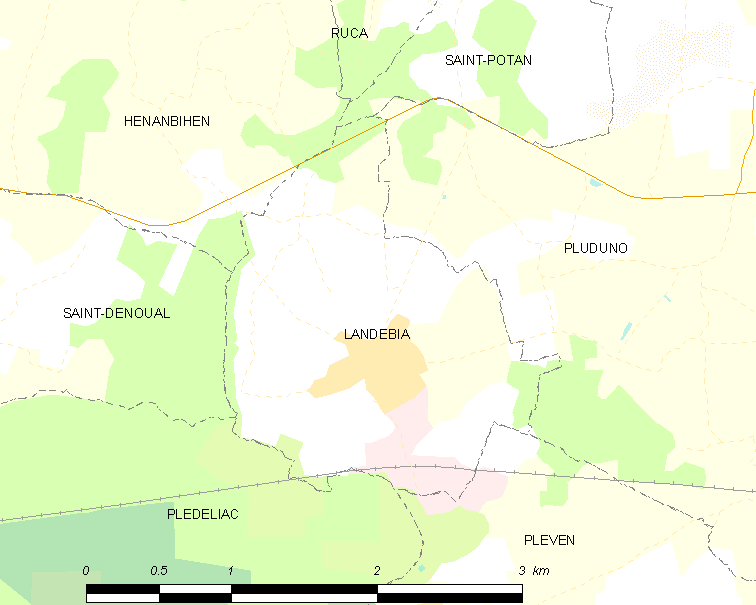
Carte de la commune de Landébia et des communes avoisinantes.

Landébia est situé dans la partie nord-est du département des Côtes-d'Armor et en pays gallo, ainsi qu'à la limite orientale de la forêt de la Hunaudaye.

### Relief et hydrographie

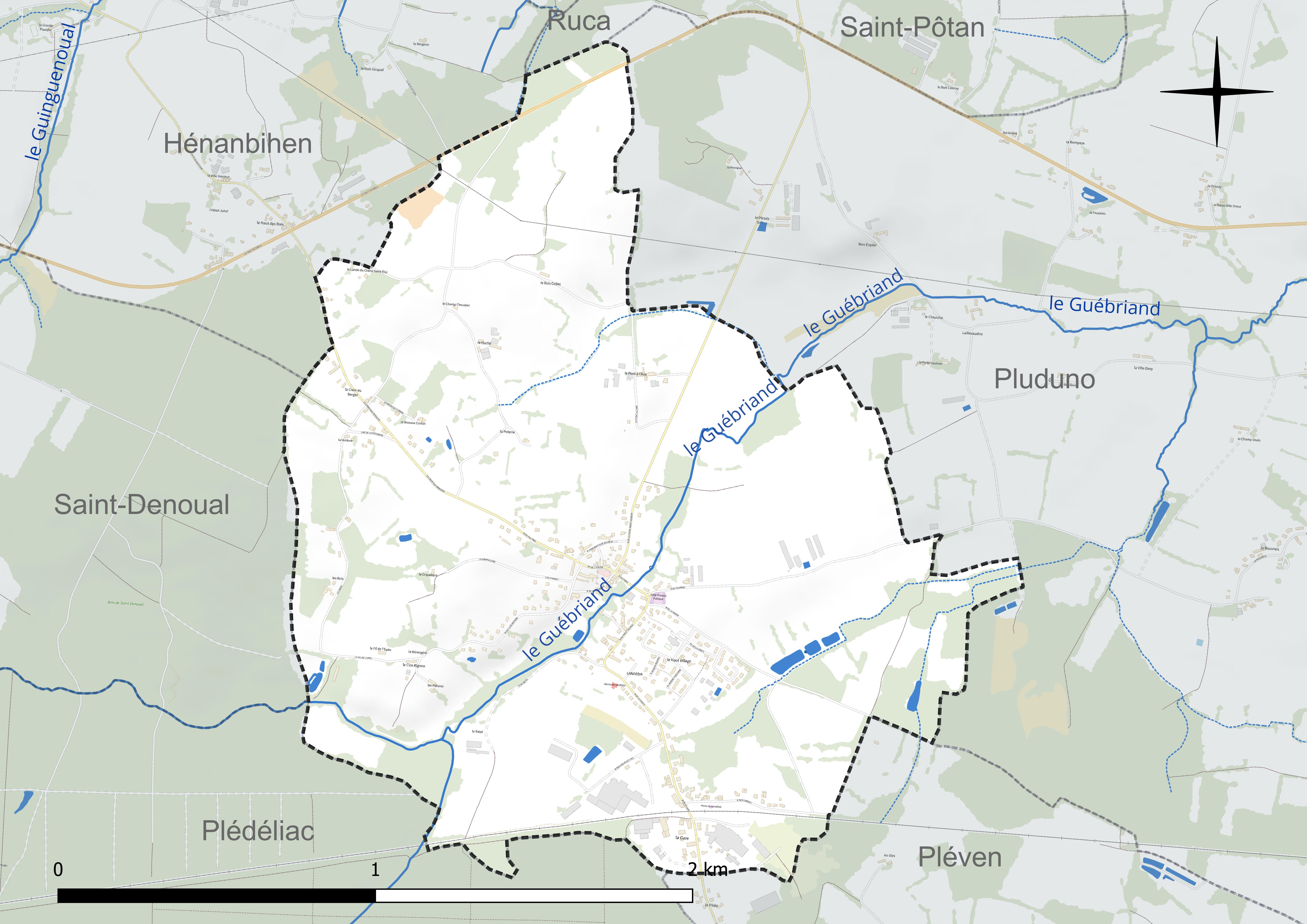
Carte du réseau hydrographique de la commune de Landébia.

### Hydrographie
Pour un article plus général, voir Réseau hydrographique des Côtes-d'Armor.
La commune est située dans le bassin Loire-Bretagne. Elle est drainée par le Guébriand,.
Le Guébriand, d'une longueur de 20 km, prend sa source dans la commune de Plédéliac et se jette  dans la baie de l'Arguenon en limite de Saint-Lormel et de Saint-Cast-le-Guildo, après avoir traversé six communes. 

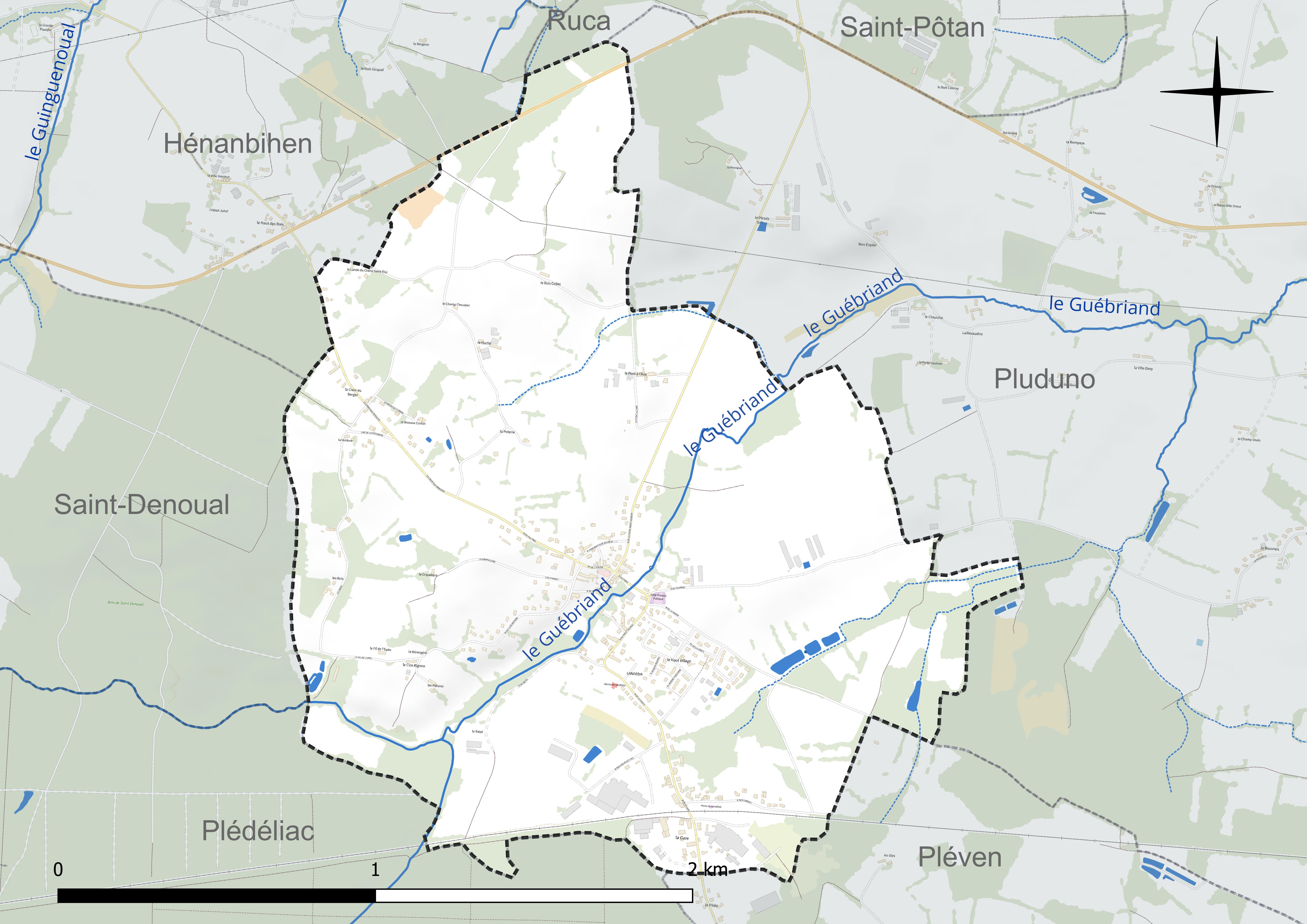
Réseau hydrographique de Landébia.

### Climat
Pour des articles plus généraux, voir Climat de la Bretagne et Climat des Côtes-d'Armor.
En 2010, le climat de la commune est de type climat océanique franc, selon une étude du Centre national de la recherche scientifique s'appuyant sur une série de données couvrant la période 1971-2000. En 2020, Météo-France publie une typologie des climats de la France métropolitaine dans laquelle la commune est exposée à un climat océanique et est dans la région climatique  Finistère nord, caractérisée par une pluviométrie élevée, des températures douces en hiver (6 °C), fraîches en été et des vents forts. Parallèlement l'observatoire de l'environnement en Bretagne publie en 2020 un zonage climatique de la région Bretagne, s'appuyant sur des données de Météo-France de 2009. La commune est, selon ce zonage, dans la zone « Intérieur », exposée à un climat médian, à dominante océanique.
Pour la période 1971-2000, la température annuelle moyenne est de 11,4 °C, avec  une amplitude thermique annuelle de 11,5 °C. Le cumul annuel moyen de précipitations est de 701 mm, avec 12,3 jours de précipitations en janvier et 6,4 jours en juillet. Pour la période 1991-2020, la température moyenne annuelle observée sur la station météorologique la plus proche, située sur la commune de Quintenic à 7 km à vol d'oiseau, est de 11,6 °C et le cumul annuel moyen de précipitations est de 769,8 mm,. Pour l'avenir, les paramètres climatiques de la commune estimés pour 2050 selon différents scénarios d'émission de gaz à effet de serre sont consultables sur un site dédié publié par Météo-France en novembre 2022.

### Transports
Landébia n'est desservi que par des routes secondaires, les deux principales étant la D 16 et la D 89 : celle-ci permet de rejoindre la D 768, qui est l'ancienne Route nationale 168 qui vient de Loudéac via Lamballe et se dirige, via Plancoët, vers Saint-Malo.

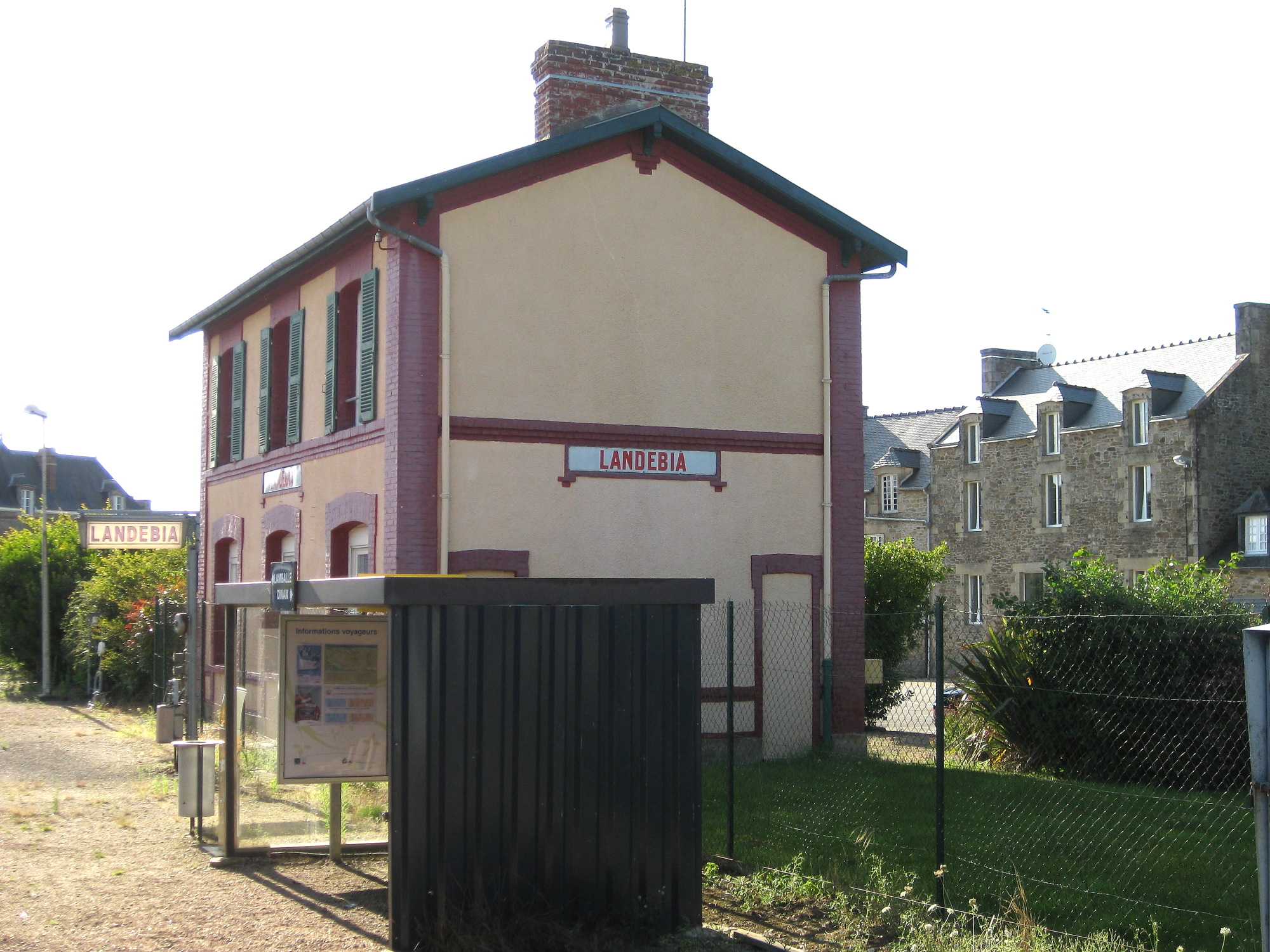
L'ancien bâtiment voyageurs de la gare de Landébia.

Landébia est desservie par la ligne ferroviaire de Lison à Lamballe et se trouve sur la section à voie unique entre Dol-de-Bretagne et Lamballe. La gare, en fait désormais une simple halte ferroviaire, est située au sud du bourg.

## Urbanisme

### Typologie
Au 1er janvier 2024, Landébia est catégorisée commune rurale à habitat dispersé, selon la nouvelle grille communale de densité à 7 niveaux définie par l'Insee en 2022.
Elle est située hors unité urbaine et hors attraction des villes,.

### Occupation des sols
L'occupation des sols de la commune, telle qu'elle ressort de la base de données européenne d’occupation biophysique des sols Corine Land Cover (CLC), est marquée par l'importance des territoires agricoles (77,7 % en 2018), une proportion sensiblement équivalente à celle de 1990 (78,4 %). La répartition détaillée en 2018 est la suivante : 
zones agricoles hétérogènes (52,8 %), terres arables (18,5 %), zones urbanisées (8,4 %), zones industrielles ou commerciales et réseaux de communication (7 %), forêts (6,9 %), prairies (6,3 %). L'évolution de l’occupation des sols de la commune et de ses infrastructures peut être observée sur les différentes représentations cartographiques du territoire : la carte de Cassini (XVIIIe siècle), la carte d'état-major (1820-1866) et les cartes ou photos aériennes de l'IGN pour la période actuelle (1950 à aujourd'hui).

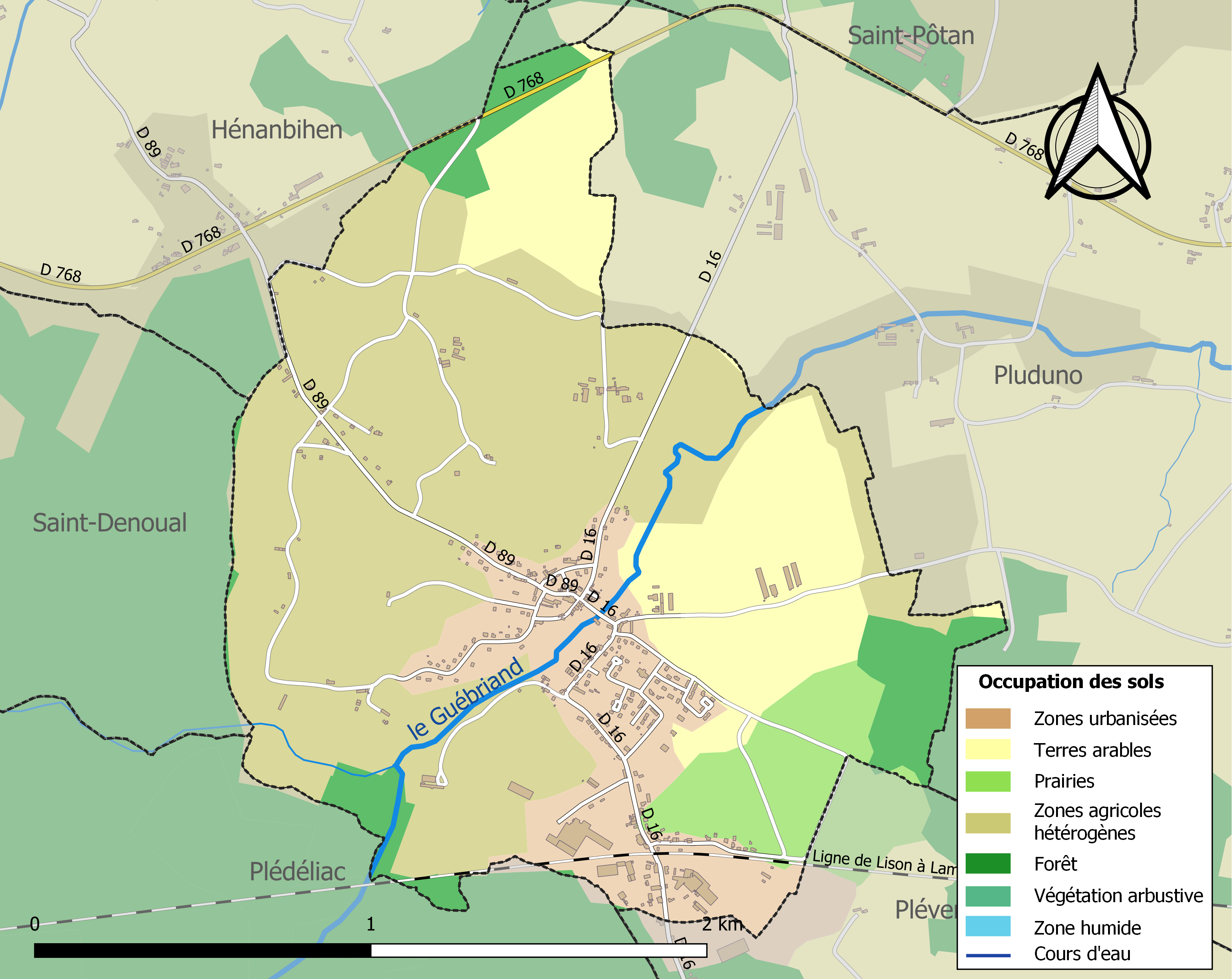
Carte des infrastructures et de l'occupation des sols de la commune en 2018 (CLC).

## Toponymie
Le nom de la localité est attesté sous les formes Landebiau en 1214, Landebia en 1263, 1304, à la fin du XIVe siècle et en 1405, Landebya en 1630.
Le nom est devenu Landébia (avec accent) par le décret du 31 décembre 1886.
Son nom est issu du breton lan (ermitage) et Tebiau ou Tebia (obscur saint breton) ou Tybien, saint d’origine galloise.
Le nom de la localité a été retranscrit sous la graphie Land'biâ en gallo.
La forme bretonne actuelle proposée par l'Office public de la langue bretonne est Landebiav.

## Histoire

### Temps modernes
La paroisse de Landébia, enclavée dans l'évêché de Saint-Brieuc, faisait partie du doyenné de Coëtmieux relevant de l'évêché de Dol et était sous le vocable de saint Éloi.

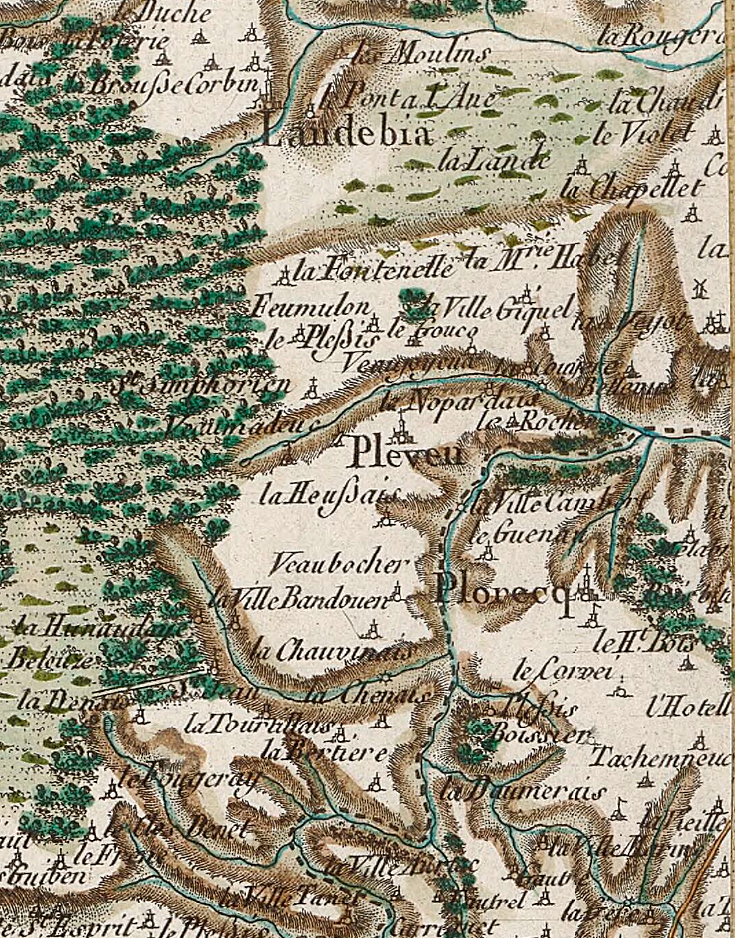
Carte de Cassini des paroisses de Pléven et Landébia ; à l'ouest la forêt de la Hunaudaye.

Jean-Baptiste Ogée décrit ainsi la paroisse de Landébia en 1778 :

« Landebia ; près la route de Lamballe à Plancoët pour Saint-Malo ; à 8 lieues et demie à l'Ouest de Dol, son évêché ; à 13 lieues trois quarts de Rennes ; et à 3 lieues un quart de Lamballe, sa subdélégation. Cette paroisse, qui se trouve enclavée dans le diocèse de Saint-Brieuc, ressortit à Jugon. On y compte 250 communiants : la cure est à l'Ordinaire. Le château du Plessis-Trehen , moyenne justice, appartenait, en 1586, à Jacques de Lesguen, sieur du Plessis-Trehen ; Henri III lui fit donner le collier de ses Ordres, par le sieur de la Hunaudaye, un des Lieutenants généraux de cette province. Cette terre appartient présentement à M. Bouin de la Ville-Bouquay. Son territoire esl coupé par le grand chemin de Lamballe à Saint-Malo et par la rivière d'Arguenon , et en partie occupé par la forêt de la Hunaudaye ; il produit toutes sortes de grains, du foin, et du cidre. »

### LeXIXesiècle

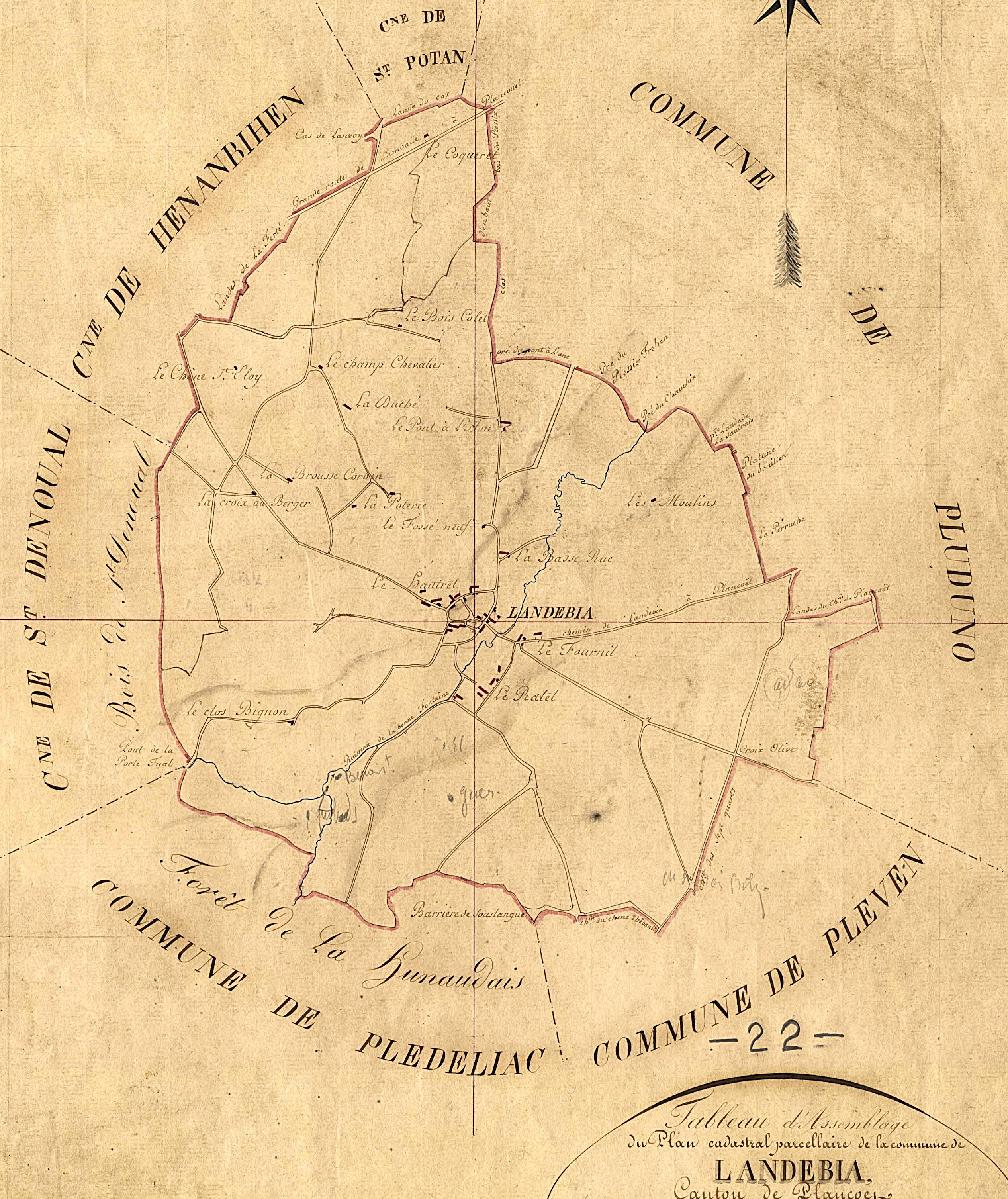
Landébia ː tableau d'assemblage du cadastre de 1827.

A. Marteville et P. Varin, continuateurs d'Ogée, décrivent ainsi Landébia en 1843 :

« Landébia : commune formée de l'ancienne paroisse de ce nom ; aujourd'hui succursale, mais non desservie par un desservant payé. (..) Principaux villages : le Coqueret, le Bois-Colet, le Chêne-Saint-Eloy, le Champ-Chevalier, la Duché, le Pont-à-l'Ane, les Moulins, la Poterie, la Brousse-Corbin, la Croix-au-Berger, la Basse-Rue, le Hautrel, le Fournil, le Ratel, le Clos-Bignon. Superficie totale : 354 hectares 99 ares, dont (.;) terres labourables 208 ha, prés et pâturages 19 ha, bois 35 ha, vergers et jardins 2 ha, landes et incultes 68 ha (..). La route départementale de Lamballe à Plancouet [Plancoët] traverse cette commune à son extrémité nord. Géologie : granite. On parle le français [en fait le gallo]. »

### LeXXesiècle

#### La Première Guerre mondiale
Le monument aux morts de Landébia porte les noms de 14 soldats morts pour la Patrie pendant la Première Guerre mondiale ; à l'exception de Jean Lesné, mort dès le 22 août 1914 à Rossignol (Belgique), tous les autres sont morts sur le sol français, dont Louis Guignard et Jean Hamon, décorés tous les deux à la fois de la Médaille militaire et de la Croix de guerre.

#### La Seconde Guerre monndiale
Le monument aux morts de Landébia porte les noms de 5 personnes mortes pour la France durant la Seconde Guerre mondiale ; parmi elles Jules Denoual est mort accidentellement à Casablanca (Maroc le 13 septembre 1939 ; Fernand Houée est un soldat tué à l'ennemi au printemps 1940 lors de la Campagne de France ; Alain Denis est mort en captivité en Allemagne en 1941 ; Jules Lesné est mort à Landébia le 14 février 1941 dans des circonstances non précisées ; Francis Hellio, résistant, est mort de maladie le 1er novembre 1945, donc après la fin de la guerre.

## Politique et administration

### Liste des maires
| Période                                  | Période           | Identité              | Étiquette | Qualité                            |
| ---------------------------------------- | ----------------- | --------------------- | --------- | ---------------------------------- |
| Les données manquantes sont à compléter. |                   |                       |           |                                    |
| 1884                                     | ?                 | Jean Baptiste Richeux |           | Propriétaire                       |
| ?                                        | août 1903 (décès) | Casimir Richeux       |           |                                    |
| Les données manquantes sont à compléter. |                   |                       |           |                                    |
| mai 1925                                 | 1975 (démission)  | Arthur Cade           | Droite    | Marchand de bestiaux               |
| 1975                                     | mars 2001         | Denise Favrel         | DVD       | Ancienne fonctionnaire des impôts  |
| mars 2001                                | mars 2014         | Joseph Rouxel         | PCF       | Retraité du commerce               |
| mars 2014                                | 24 mai 2020       | Franck Ducastel       | SE        | Fonctionnaire                      |
| 24 mai 2020                              | En cours          | Patrick Durand,       | SE        | Conducteur surconditionement Laita |

### Résultats électoraux
Lors du deuxième tour de l'élection présidentielle le 24 avril 2022, Landébia a été la troisième commune de la région Bretagne ayant donné le plus fort pourcentage de voix (61,45 %) à Marine Le Pen, devancée par Senven-Léhart (65,62 %) et Billio (62,5 %).

## Démographie
| 1793 | 1800 | 1806 | 1821 | 1831 | 1836 | 1841 | 1846 | 1851 |
| ---- | ---- | ---- | ---- | ---- | ---- | ---- | ---- | ---- |
| 164  | 167  | 286  | 234  | 170  | 196  | 242  | 285  | 272  |

| 1856 | 1861 | 1866 | 1872 | 1876 | 1881 | 1886 | 1891 | 1896 |
| ---- | ---- | ---- | ---- | ---- | ---- | ---- | ---- | ---- |
| 253  | 256  | 290  | 281  | 328  | 338  | 331  | 325  | 333  |

| 1901 | 1906 | 1911 | 1921 | 1926 | 1931 | 1936 | 1946 | 1954 |
| ---- | ---- | ---- | ---- | ---- | ---- | ---- | ---- | ---- |
| 341  | 345  | 338  | 308  | 325  | 333  | 352  | 352  | 328  |

| 1962 | 1968 | 1975 | 1982 | 1990 | 1999 | 2004 | 2006 | 2009 |
| ---- | ---- | ---- | ---- | ---- | ---- | ---- | ---- | ---- |
| 334  | 357  | 434  | 486  | 447  | 427  | 413  | 426  | 479  |

| 2014 | 2019 | 2022 | - | - | - | - | - | - |
| ---- | ---- | ---- | - | - | - | - | - | - |
| 490  | 459  | 442  | - | - | - | - | - | - |

## Lieux et monuments
- Église Saint-Éloi : elle contient notamment parmi son mobilier religieux des Fonts baptismaux et un Coffret aux saintes huiles ;

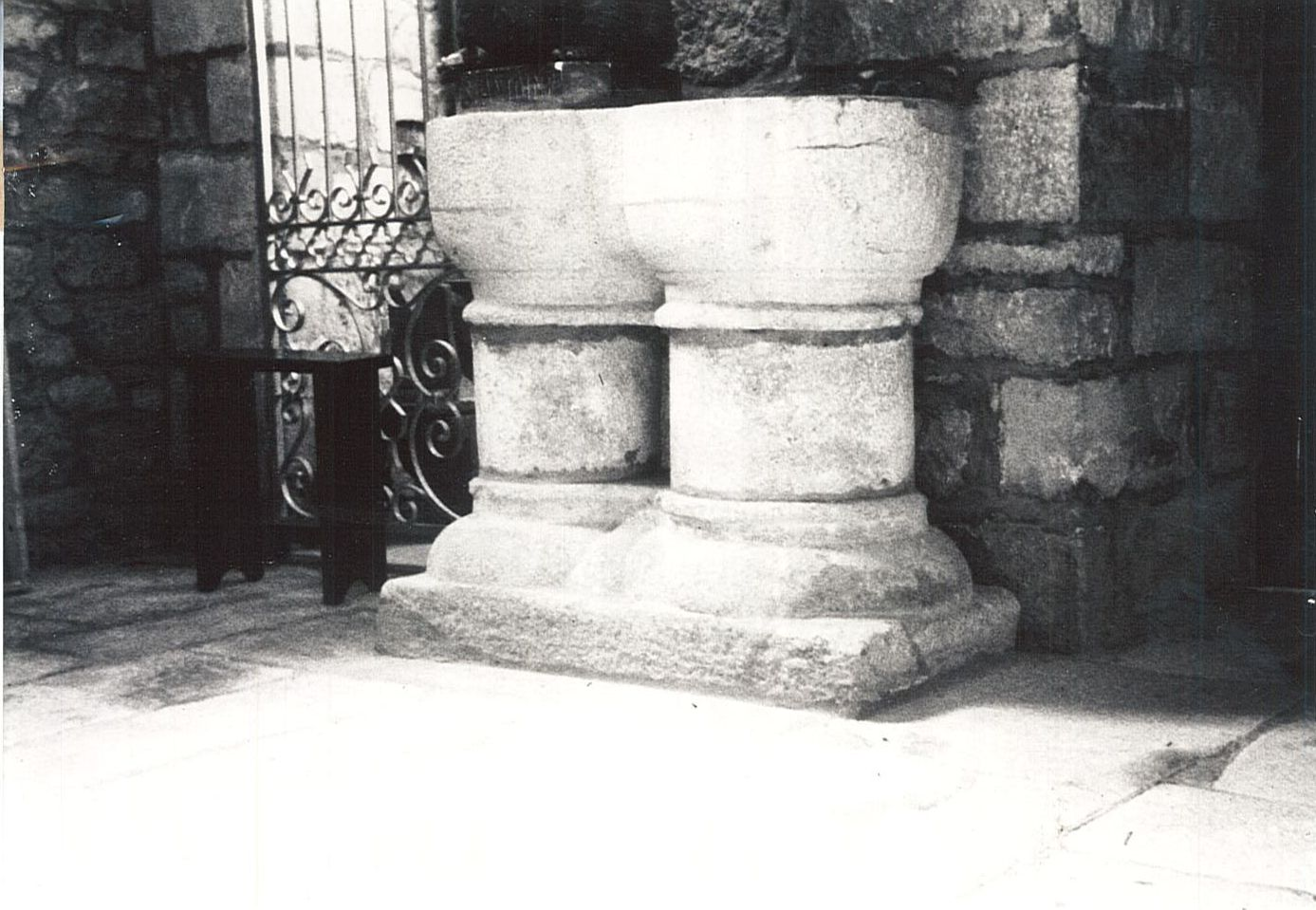
Fonts baptismaux dans l'église Saint-Éloi.
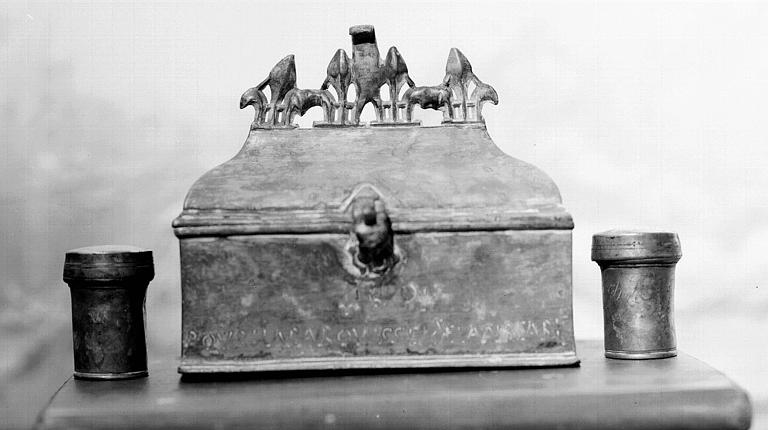
Coffret aux saintes huiles dans l'église Saint-Éloi.

- Des croix monumentales :
  - Croix de Saint-Hubert, une croix de chemin du XVIe siècle, inscrite au titre des monuments historiques par arrêté du 14 septembre 1964. Il s'agit d'une croix angulaire ornée d'une Vierge[26].
  - Croix du cimetière du XVIe siècle, dont le socle entre colonnettes est orné d'animaux allégoriques. Classée aux monuments historiques[27].
  - Croix Dom Jan du XVIe siècle, monument composé d'un socle carré posé sur trois degrés et d'un fût octogonal supportant une croix sur les deux faces de laquelle, sculptés dans le granit, sont représentés le Christ et la Vierge à l'Enfant. Deux croix plus petites sur les côtés, portent les larrons, classée au titre des monuments historiques par arrêté du 21 septembre 1938[28].

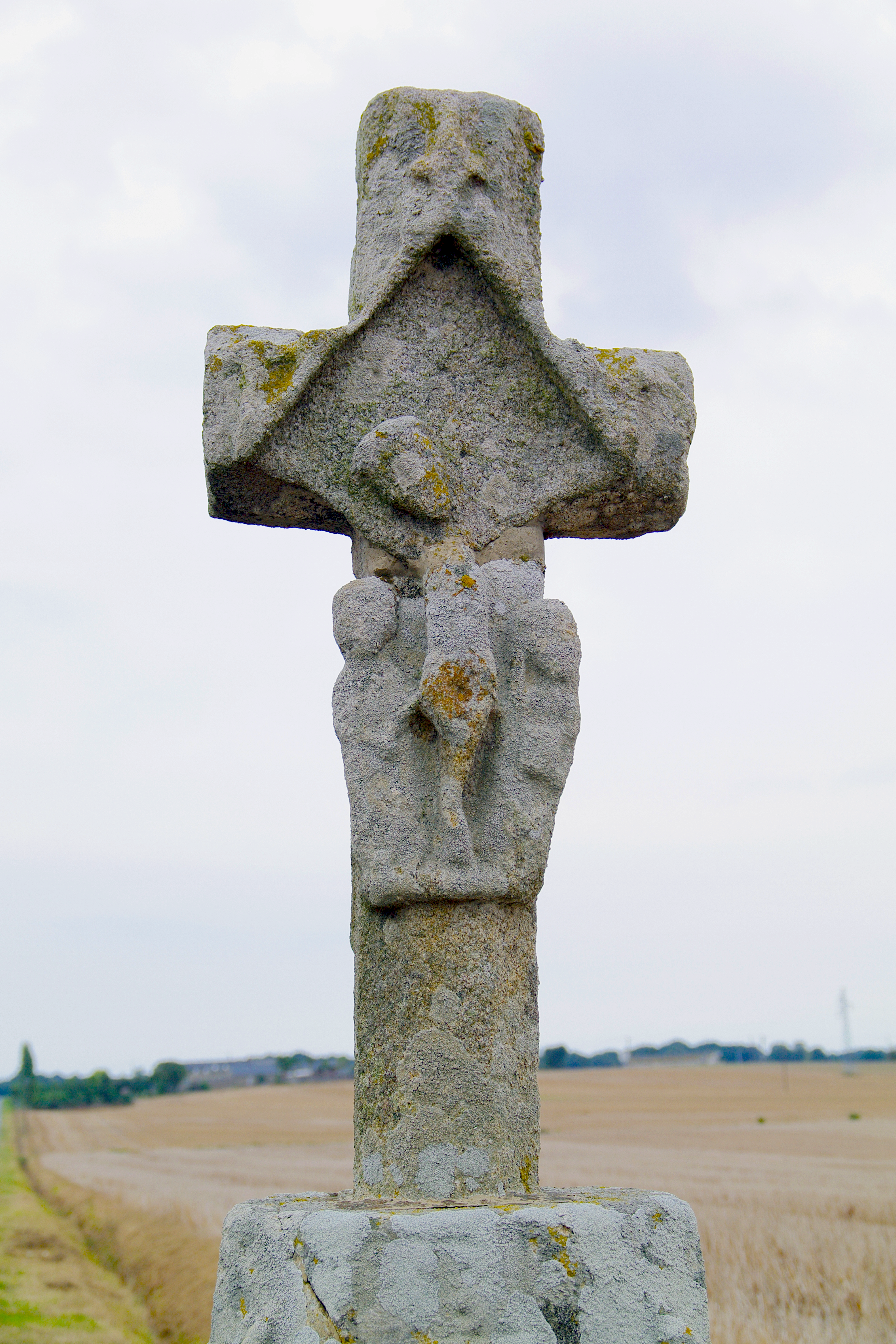
Croix Saint-Hubert.
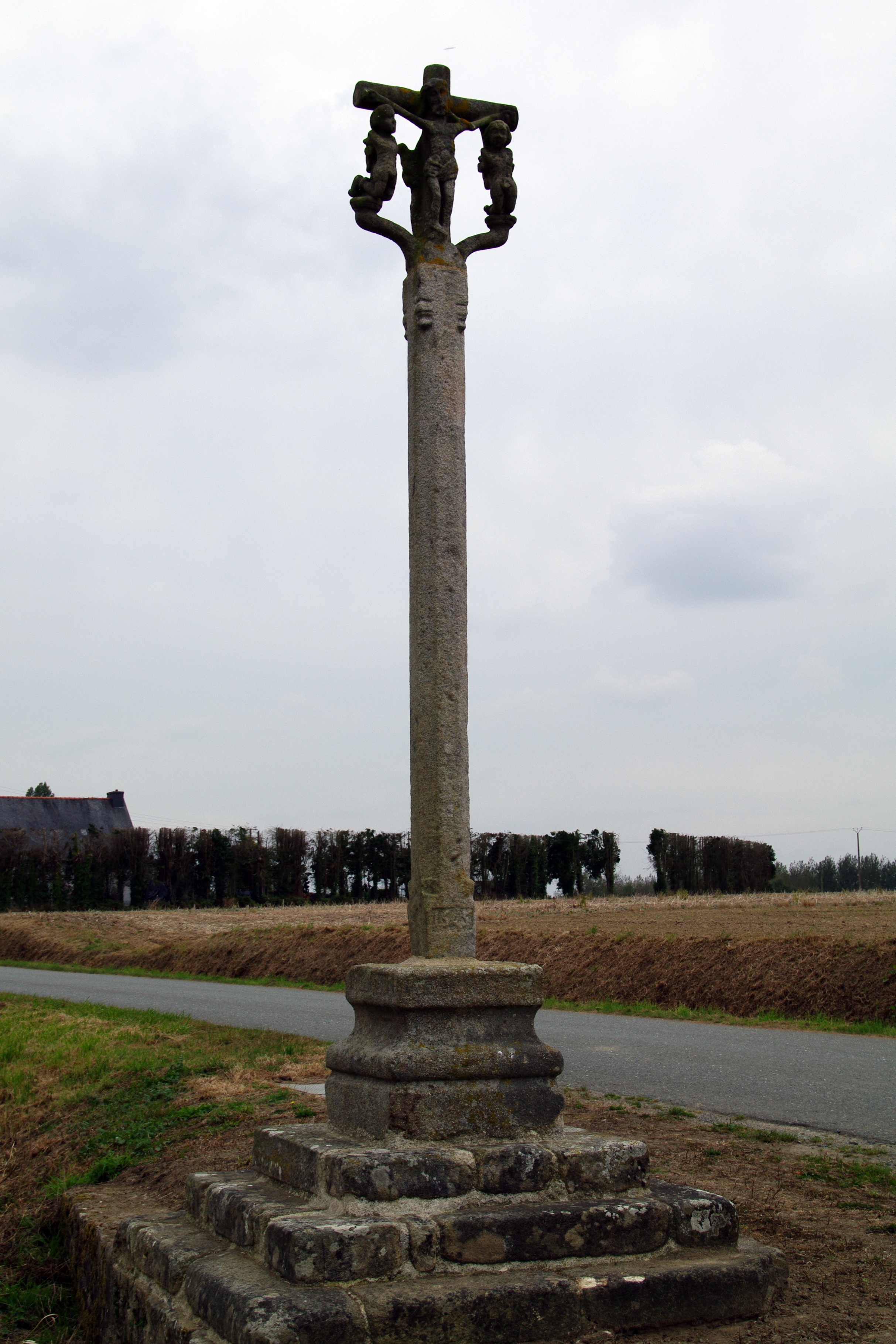
Croix Dom Jan.

- 2 fontaines.
- Monument aux morts de facture récente exécuté par Jean-Patrick Poiron, sculpteur qui tient son atelier rue du Jerzual à Dinan.

## Personnalités liées à la commune
- Daniel Roullier, fondateur du groupe Roullier